# Powell Obinna Obi
Powell Obinna Obi (jap. オビ パウエル オビンナ, Obi Powell Obinna; * 18. Dezember 1997 in der Präfektur Saitama) ist ein japanischer Fußballspieler.

## Karriere

### Verein
Powell Obinna Obi erlernte das Fußballspielen in der Jugendmannschaft von Omiya Ardija, der Schulmannschaft der JFA Academy Fukushima sowie der Universitätsmannschaft der Ryūtsū-Keizai-Universität. Von August 2019 bis Januar 2020 wurde er von der Universität an die Yokohama F. Marinos ausgeliehen. Der Verein aus Yokohama spielte in der höchsten Liga des Landes, der J1 League. Nach der Ausleihe wurde er 2020 von den Marinos fest verpflichtet. Von August 2020 bis Oktober 2020 wurde er an den Tochigi SC ausgeliehen. Mit dem Verein aus Utsunomiya spielte er neunmal in der zweiten Liga. Ende Oktober kehrte er nach der Ausleihe zu den Marinos zurück. Sein Erstligadebüt gab er am 14. November 2020 im Heimspiel gegen die Urawa Red Diamonds. Hier stand er in der Startelf und stand die kompletten 90 Minuten im Tor. Im Juli 2021 wechselte er erneut auf Leihbasis zum Tochigi SC. In der Saison 2021 stand er 22-mal in der zweiten Liga im Tor. Nach der Ausleihe kehrte er Ende Januar 2022 zu den Marinos zurück. Am Ende der Saison 2022 feierte er mit den Marinos die japanische Meisterschaft. Am 11. Februar 2023 gewann er mit den Marinos den Supercup. Das Spiel gegen den Pokalsieger Ventforet Kofu wurde mit 2:1 gewonnen. Am Ende der Saison 2023 feierte er mit den Marinos die Vizemeisterschaft. Nach der Saison verließ er den Verein und schloss sich im Januar 2024 dem Ligakonkurrenten Vissel Kōbe an. Am Ende der Saison 2024 feierte er mit Vissel die japanische Meisterschaft.

### Nationalmannschaft
Powell Obinna Obi spielte 2018 dreimal für die japanische U21-Nationalmannschaft. Von 2017 bis 2019 spielte er fünfmal für die U23-Mannschaft. Mit der U23 nahm er 2018 an den Asienspielen im indonesischen Jakarta teil.

## Erfolge
Yokohama F. Marinos
- Japanischer Meister: 2022
- Japanischer Vizemeister: 2023
- Japanischer Supercup-Sieger: 2023

Vissel Kōbe
- Japanischer Meister: 2024